# Passiflora viridescens
Passiflora viridescens Kunth – gatunek rośliny z rodziny męczennicowatych (Passifloraceae Juss. ex Kunth in Humb.). Występuje endemicznie w Ekwadorze oraz północnej części Peru.

## Morfologia
PokrójZdrewniałe, trwałe, nagie liany.
LiściePodwójnie lub potrójnie klapowane, skórzaste. Mają 1,5–4 cm długości oraz 4,5–9 cm szerokości. Całobrzegie, z ostrym wierzchołkiem. Ogonek liściowy jest owłosiony i ma długość 8–32 mm. Przylistki są w kształcie sierpu o długości 2–6 mm.
KwiatyPojedyncze lub zebrane w pary. Działki kielicha są podłużnie lancetowate, zielone, mają 2,4-3,7 cm długości. Płatki są podłużne lub lancetowate, zielone, mają 1,5-2,8 cm długości.
OwoceMają elipsoidalny lub prawie jajowaty kształt. Mają 5–6 cm długości i 2,5 cm średnicy.

## Biologia i ekologia
Występuje w lasach i wśród roślinności krzewiastej na wysokości 2400–3200 m n.p.m.